# نزهه (یمن)
 نزهه  به عربی ( النُزهَة )، روستای کوجکی است در نزلهٔ (بنی السیار)، در ناحیهٔ (قرن المنزل)، از توابع استان مَهره در کشور یمن در شبه جزیره عربستان. 
جمعیت آن ۱۴۴ نفر (۵ خانوار) می‌باشد.